# Étoile de Bessèges 2013
La 43.ª edición de la Étoile de Bessèges tuvo lugar del 30 de enero al 3 de febrero de 2013 con un recorrido de 697,2 km entre Bellegarde y Alès.
La carrera formó parte del UCI Europe Tour 2012-2013, dentro de la categoría 2.1, siendo la segunda prueba de dicho calendario.
El ganador final fue Jonathan Hivert. Le acompañaron en el podio Jérôme Cousin (quien se hizo con una etapa y con la clasificación de los jóvenes) y Anthony Roux (vencedor de la última etapa contrarreloj, respectivamente.
En las otras clasificaciones secundarias se impusieron Bryan Coquard (puntos), Georg Preidler (montaña) y FDJ (equipos).

## Equipos participantes
Tomaron parte en la carrera 19 equipos: 6 equipos de categoría UCI ProTour; 10 de categoría Profesional Continental; y 3 de categoría Continental. Formando así un pelotón de 130 ciclistas, con 8 corredores cada equipo (excepto el Euskaltel Euskadi, Roubaix Lille Métropole y UnitedHealthcare Pro Cycling Team que salieron con 7), de los que acabaron 98. Los equipos participantes fueron:
| N.º     | Equipo                            | Cód. UCI | Categoría               |
| ------- | --------------------------------- | -------- | ----------------------- |
| 1-8     | Cofidis, Solutions Crédits        | COF      | Profesional Continental |
| 11-18   | Vacansoleil-DCM Pro Cycling Team  | VCD      | UCI ProTeam             |
| 21-28   | FDJ                               | FDJ      | UCI ProTeam             |
| 31-38   | Lotto Belisol                     | LTB      | UCI ProTeam             |
| 41-48   | Team Europcar                     | EUC      | Profesional Continental |
| 51-58   | Euskaltel Euskadi                 | EUS      | UCI ProTeam             |
| 61-68   | Ag2r La Mondiale                  | ALM      | UCI ProTeam             |
| 71-78   | Team Argos-Shimano                | ARG      | UCI ProTeam             |
| 81-88   | Saur-Sojasun                      | SAU      | Profesional Continental |
| 91-98   | Crelan-Euphony                    | CRE      | Profesional Continental |
| 102-110 | Bretagne-Séché Environnement      | BSE      | Profesional Continental |
| 111-118 | Accent Jobs-Wanty                 | AJW      | Profesional Continental |
| 121-128 | BigMat-Auber 93                   | BIG      | Profesional Continental |
| 131-138 | Topsport Vlaanderen-Baloise       | TSV      | Profesional Continental |
| 141-147 | Roubaix Lille Métropole           | RLM      | Continental             |
| 151-158 | UnitedHealthcare Pro Cycling Team | UHC      | Profesional Continental |
| 161-168 | La Pomme Marseille                | LPM      | Continental             |
| 171-178 | An Post-ChainReaction             | SKT      | Continental             |
| 181-188 | RusVelo                           | RVL      | Profesional Continental |

## Etapas
| Etapa        | Fecha        | Recorrido                | km        | Ganador             | Líder               |
| ------------ | ------------ | ------------------------ | --------- | ------------------- | ------------------- |
| 1ª etapa     | 30 de enero  | Bellegarde-Beaucaire     | 154       | Michael Van Staeyen | Michael Van Staeyen |
| 2ª etapa     | 31 de enero  | Nîmes-Saint-Ambroix      | 157       | Bryan Coquard       | Michael Van Staeyen |
| 3ª etapa     | 1 de febrero | Bessèges-Bessèges        | 152       | Jérôme Cousin       | Jérôme Cousin       |
| 4ª etapa     | 2 de febrero | Sabran-Pont-Saint-Esprit | 154       | Bryan Coquard       | Jérôme Cousin       |
| 5ª etapa (a) | 3 de febrero | Alès-Alès                | 69        | Samuel Dumoulin     | Jérôme Cousin       |
| 5ª etapa (b) | 3 de febrero | Alès-Alès                | 9,7 (CRI) | Anthony Roux        | Jonathan Hivert     |

## Clasificaciones finales

### Clasificación general
| Posición | Ciclista          | Equipo             | Tiempo           |
| -------- | ----------------- | ------------------ | ---------------- |
|          | Jonathan Hivert   | Saur-Sojasun       | 16 h 29 min 35 s |
| 2        | Jérôme Cousin     | Europcar           | a 4 s            |
| 3        | Anthony Roux      | FDJ                | a 5 s            |
| 4        | Jérémy Roy        | FDJ                | a 11 s           |
| 5        | Cyril Gautier     | Europcar           | m.t.             |
| 6        | Pierrick Fédrigo  | FDJ                | a 17 s           |
| 7        | Romain Bardet     | Ag2r La Mondiale   | a 20 s           |
| 8        | Lieuwe Westra     | Vacansoleil-DCM    | a 31 s           |
| 9        | Arthur Vichot     | FDJ                | a 35 s           |
| 10       | Julien Antomarchi | La Pomme Marseille | a 36 s           |

### Clasificación de la montaña
| Posición | Ciclista       | Equipo           | Puntos |
| -------- | -------------- | ---------------- | ------ |
|          | Georg Preidler | Argos-Shimano    | 31     |
| 2        | Hubert Dupont  | Ag2r La Mondiale | 29     |
| 3        | Cyril Gautier  | Europcar         | 12     |

### Clasificación de los sprints
| Posición | Ciclista            | Equipo                      | Puntos |
| -------- | ------------------- | --------------------------- | ------ |
|          | Bryan Coquard       | Europcar                    | 80     |
| 2        | Michael Van Staeyen | Topsport Vlaanderen-Baloise | 59     |
| 3        | Samuel Dumoulin     | Ag2r La Mondiale            | 48     |

### Clasificación de los jóvenes
| Posición | Ciclista          | Equipo           | Tiempo           |
| -------- | ----------------- | ---------------- | ---------------- |
|          | Jérôme Cousin     | Europcar         | 16 h 29 min 39 s |
| 2        | Romain Bardet     | Ag2r La Mondiale | a 16 s           |
| 3        | Tobias Ludvigsson | Argos-Shimano    | a 37 s           |

### Clasificación por equipos
| Posición | Equipo          | Tiempo           |
| -------- | --------------- | ---------------- |
|          | FDJ             | 49 h 28 min 08 s |
| 2        | Vacansoleil-DCM | a 1 min 50 s     |
| 3        | Europcar        | a 1 min 58 s     |

## Evolución de las clasificaciones
| Etapa (Vencedor)                  | Clasificación general Maillot corail | Clasificación por puntos Maillot jaune | Clasificación de la montaña Maillot bleu | Clasificación de los jóvenes Maillot blanc | Clasificación por equipos |
| --------------------------------- | ------------------------------------ | -------------------------------------- | ---------------------------------------- | ------------------------------------------ | ------------------------- |
| 1.ª etapa (Michael Van Staeyen)   | Michael Van Staeyen                  | Michael Van Staeyen                    | Pierre Rolland                           | Michael Van Staeyen                        | La Pomme Marseille        |
| 2.ª etapa (Bryan Coquard)         | Michael Van Staeyen                  | Michael Van Staeyen                    | Thomas Vaubourzeix                       | Michael Van Staeyen                        | La Pomme Marseille        |
| 3.ª etapa (Jérôme Cousin)         | Jérôme Cousin                        | Michael Van Staeyen                    | Hubert Dupont                            | Jérôme Cousin                              | FDJ                       |
| 4.ª etapa (Bryan Coquard)         | Jérôme Cousin                        | Bryan Coquard                          | Georg Preidler                           | Jérôme Cousin                              | FDJ                       |
| 5ª (a) etapa (Samuel Dumoulin)    | Jérôme Cousin                        | Bryan Coquard                          | Georg Preidler                           | Jérôme Cousin                              | FDJ                       |
| 5ª (b) etapa (CRI) (Anthony Roux) | Jonathan Hivert                      | Bryan Coquard                          | Georg Preidler                           | Jérôme Cousin                              | FDJ                       |
| Clasificación final               | Jonathan Hivert                      | Bryan Coquard                          | Georg Preidler                           | Jérôme Cousin                              | FDJ                       |